# Írásbeliség

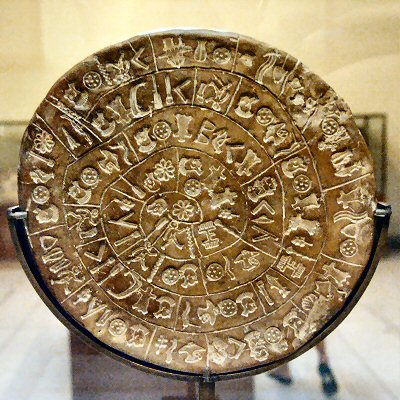
A phaisztószi diszkosz, A oldal

Az írásbeliség fogalma általában az írásos kultúra azon szakaszát jelöli, amelyben már létezik legalábbis felirat-kultúra, a feliratok hagyománya, illetve esetleg kódexek. 

## Jellegzetességei
Kulturális tartalmak, információk kézírásos rögzítése szöveges alakban (irodalom, liturgia, oklevelek, történelmi témájú szövegek stb.), visszafejthető és továbbadható formában. Másrészt viszont a szóbeli hagyományokkal való foglalkozás során felmerült annak az igénye, hogy írásbeliség alatt az irodalmi kompetencia is értendő legyen.
Terminológiai ellenpárja, egyben médiatörténeti elődje a szóbeliség, ill. szájhagyomány, örököse pedig a könyvnyomtatás korszaka a Gutenberg-galaxis, majd a digitális írásbeliség. Az írásbeliség korszaka tehát a sumer rovásírástól az egyiptomi hieroglifákon át napjainkig tart, mert bár a fő szerepe mára a nyomtatott írásnak van, illetve ezt leváltva a digitális írásnak, a kézírást máig is nap mint nap használjuk.
Marshall McLuhan az írásbeliséget irodalmi kódexkultúrának és feliratkultúrának is nevezi, amely alatt kulturális tartalmak kézírásos rögzítését és így szó szerinti megőrzését érti. Az írás, az írni tudás képezi a hagyományok, a kultúra és a művelődés nagyobb formátumú megőrzésének alapját. Az írásbeliség azonban nem hirtelen szakítás a szóbeli hagyományokkal, mert a kéziratokat általában hangosan felolvasták. Az írás megjelenése egyben a vizualitás növekvő dominanciáját is jelentette, amely más érzékszervi benyomásokkal támogatta a szabályok és rendszerűségek felismerését. Ez pedig az ok-okozati összefüggések könnyebb rendszerezését és a matematikai gondolkodást segítette elő.

## Ismert kutatói
Az írásbeliség kutatásával foglalkoztak illetve foglalkoznak többek között
- Milman Parry,
- Eric Alfred Havelock,
- Jan Assmann,
- Walter Jackson Ong
- Jack Goody
- Ian Watt